# Characidium
A Characidium a sugarasúszójú halak (Actinopterygii) osztályába, a pontylazacalakúak (Characiformes) rendjébe a pontylazacfélék (Characidae) családjába tartozó nem.  48 faj tartozik a nemhez

## Rendszerezés
Az alábbi fajok tartoznak a nembe.
- Characidium alipioi
- Characidium bahiensis
- Characidium bimaculatum
- Characidium boavistae
- Characidium boehlkei
- Characidium bolivianum
- Characidium borellii
- Characidium brevirostre
- Characidium caucanum
- Characidium chupa
- Characidium crandellii
- Characidium declivirostre
- Characidium etheostoma
- Characidium etzeli
- Characidium fasciatum
- Characidium gomesi
- Characidium grajahuensis
- Characidium hasemani
- Characidium heinianum
- Characidium interruptum
- Characidium japuhybense
- Characidium lagosantensis
- Characidium lanei
- Characidium laterale
- Characidium lauroi
- Characidium macrolepidotum
- Characidium marshi
- Characidium occidentale
- Characidium oiticicai
- Characidium orientale
- Characidium pellucidum
- Characidium phoxocephalum
- Characidium pteroides
- Characidium pterostictum
- Characidium purpuratum
- Characidium rachovii
- Characidium roesseli
- Characidium sanctjohanni
- Characidium schindleri
- Characidium schubarti
- Characidium serrano
- Characidium steindachneri
- Characidium stigmosum
- Characidium tenue
- Characidium timbuiense
- Characidium vestigipinne
- Characidium vidali
- Characidium zebra